# Vigilante (1840)
El Bergantín goleta Vigilante fue un buque de la Armada Argentina partícipe de los conflictos con Francia, Inglaterra y Uruguay entre 1840 y 1845.

## Historia
En 1838 durante el Bloqueo francés al Río de la Plata la fuerza naval de esa nación destacada en el Río de la Plata adquirió el mercante uruguayo Casas Blancas. Finalizado el conflicto, el Tratado Mackau-Arana impuso restituir los buques robados y dado que el estado de la cañonera Porteña impedía su devolución, en noviembre de 1840 Francia entregó a la Armada Argentina el Casas Blancas.
El 21 de noviembre de 1840 se arrió el pabellón francés e izó el de la República Argentina, incorporándose al mando del capitán Juan King con el nombre de Vigilante a la escuadrilla fluvial comandada por el teniente coronel Antonio Toll y Bernadet, operando en el Río de la Plata hasta finalizar el año.
Iniciada la Campaña naval de 1841 (Guerra Grande), entre el 25 de febrero y el 10 de marzo de 1841 se hizo cargo del mando del buque el capitán José María Pinedo. Al mando del capitán Guillermo Bathurst, el 24 de mayo de 1841 se batió con la escuadra oriental comandada por John Halstead Coe y participó de la captura del Cagancha.
Continuó en tareas de patrulla en el Río de la Plata hasta que en 1842 integró la escuadrilla del río Uruguay, participando luego de la campaña que culminó en el combate de Costa Brava. Ese año, entre el 8 de febrero y el 1 de diciembre de 1842 estuvo al frente el capitán Gerardo Fisher.
Tras regresar al Río de la Plata comandada por el capitán José Celestino Elordi, el 15 y 16 de abril de 1843 mantuvo un conflicto que no paso a mayores con el HMS Daphne y HMS Philomel de las fuerzas británicas al mando del comodoro John Brett Purvis. Entre mayo y agosto de 1843 estuvo al mando del capitán Francisco José Seguy que lo transfirió al teniente coronel Juan Bautista Thorne.

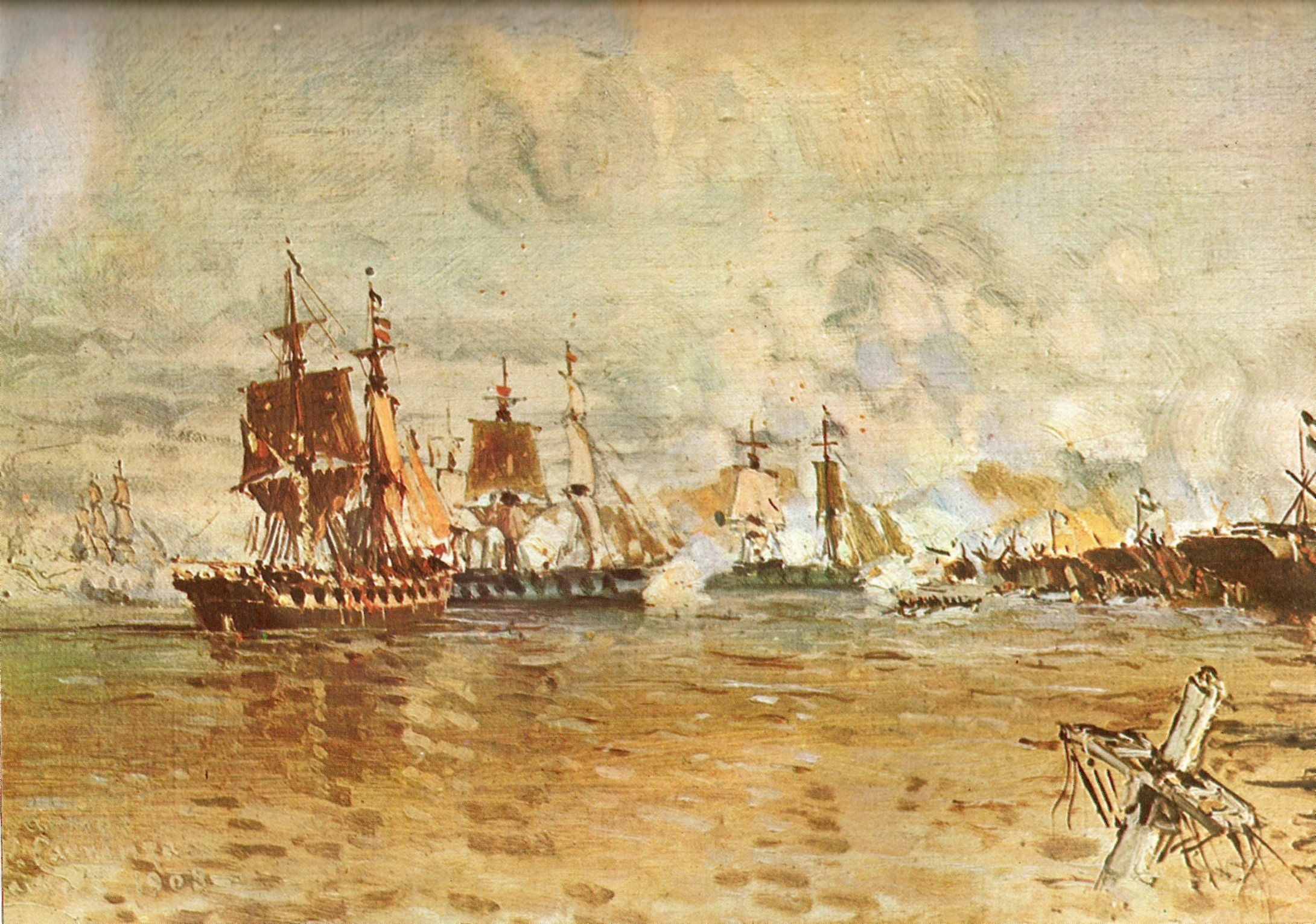
Batalla de la Vuelta de Obligado.

Después de ser reparada a fines de 1843, el siguiente año se sumó al bloqueo de Colonia del Sacramento y Santa Lucía. En septiembre pasó a operar en las costas de la provincia de Corrientes junto al Buena Vida, Místico, Restaurador, Arroyo Grande y dos lanchones, con el objetivo de obstaculizar las operaciones del general José María Paz y una posible alianza con el Paraguay.
En octubre se reintegró a tareas de patrulla en el Río de la Plata hasta que en 1845 fue asignado a la escuadrilla del río Paraná en apoyo al ejército en la Bajada de Paraná. En noviembre de ese año, durante la intervención anglo-francesa, se desmontó su artillería para montar la batería terrestre General Brown en la Vuelta de Obligado. En la combate del 20 de noviembre de 1845 integró la línea de defensa y fue incendiado.